# Saint-Martin-d'Entraunes
Saint-Martin-d'Entraunes är en kommun i departementet Alpes-Maritimes i regionen Provence-Alpes-Côte d'Azur i sydöstra Frankrike. Kommunen ligger  i kantonen Guillaumes som ligger i arrondissementet Nice. År 2022 hade Saint-Martin-d'Entraunes 146 invånare.

## Befolkningsutveckling
Antalet invånare i kommunen Saint-Martin-d'Entraunes
Referens: INSEE

## Galleri

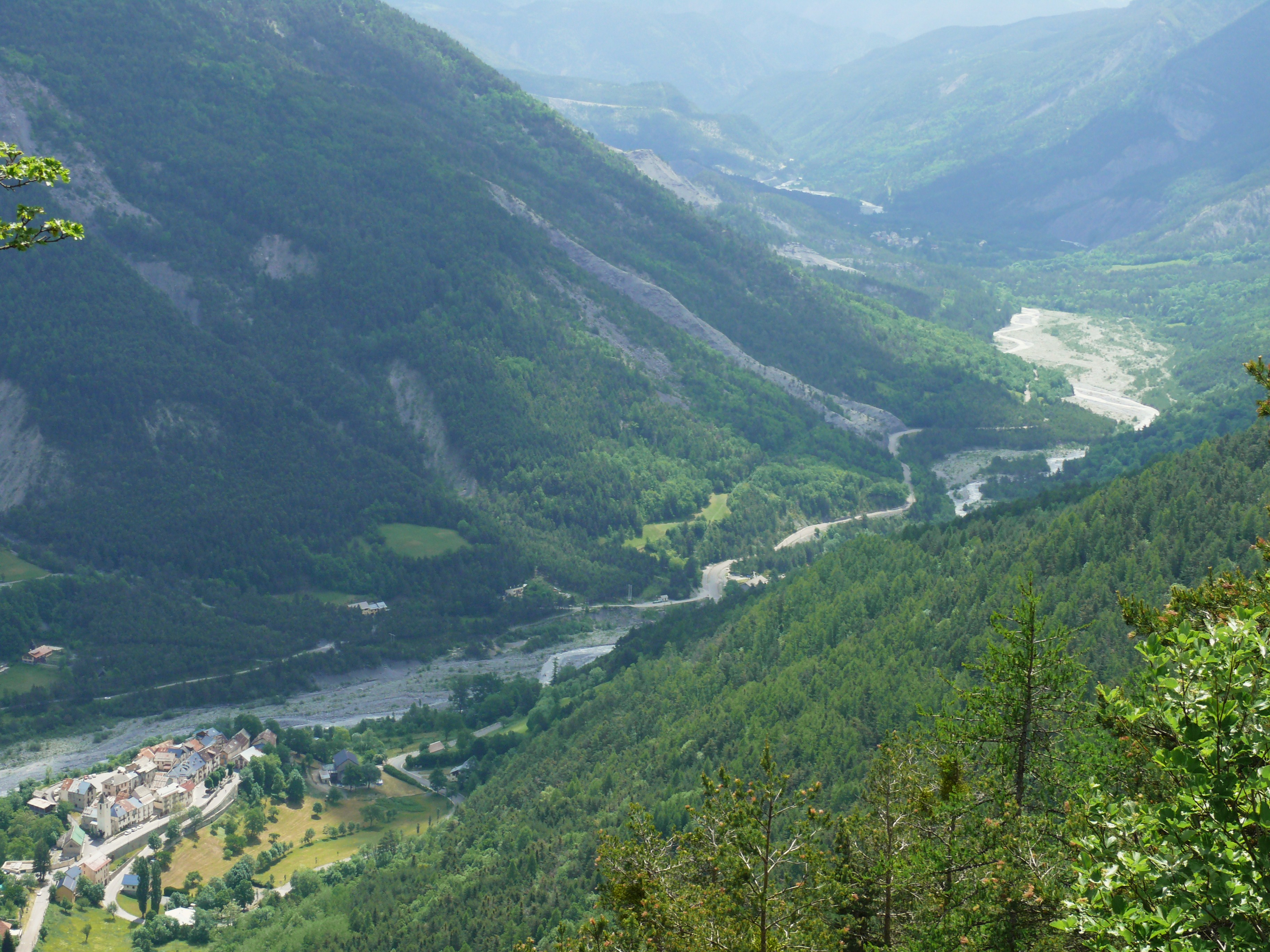
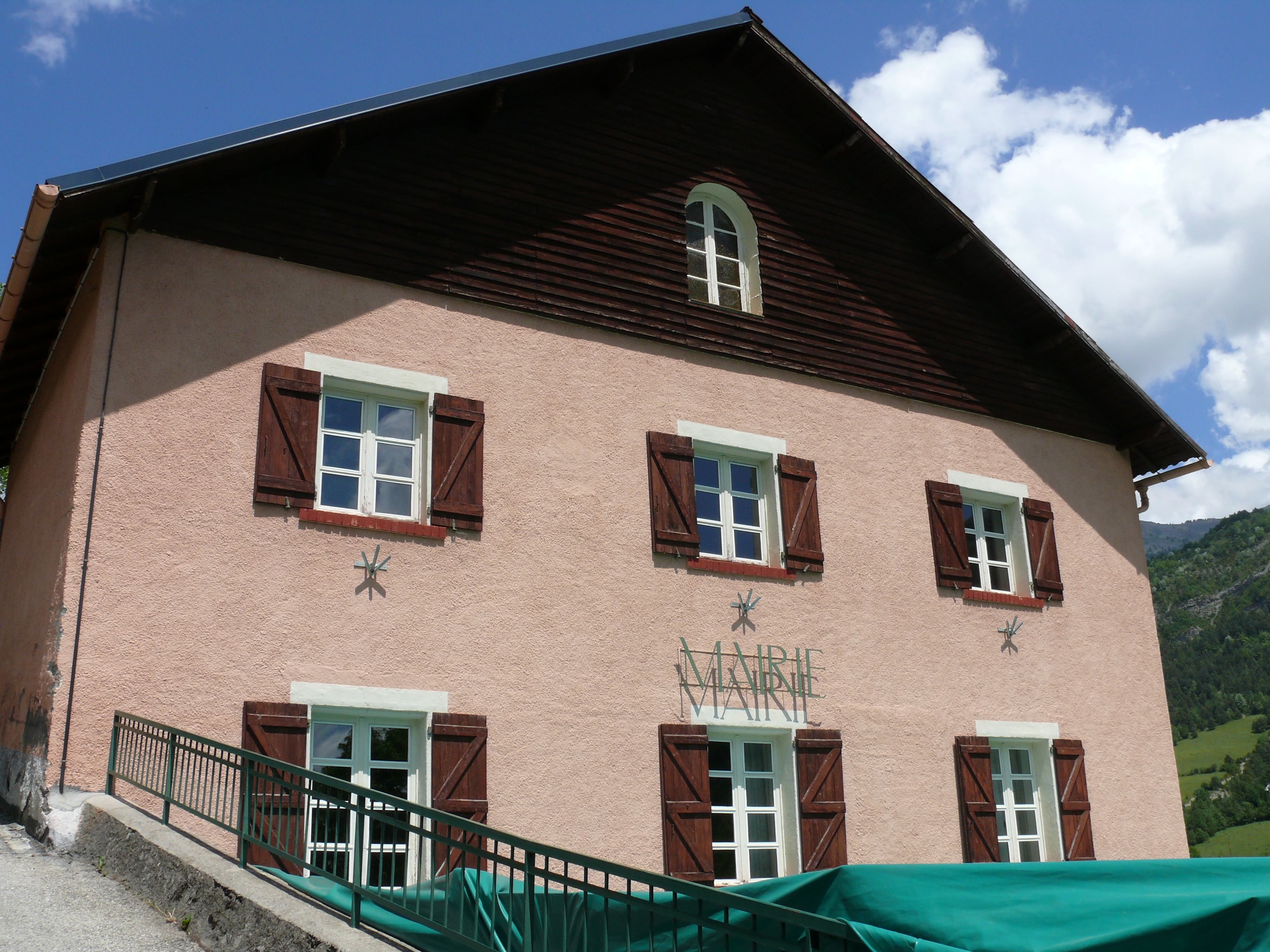
Rådhuset
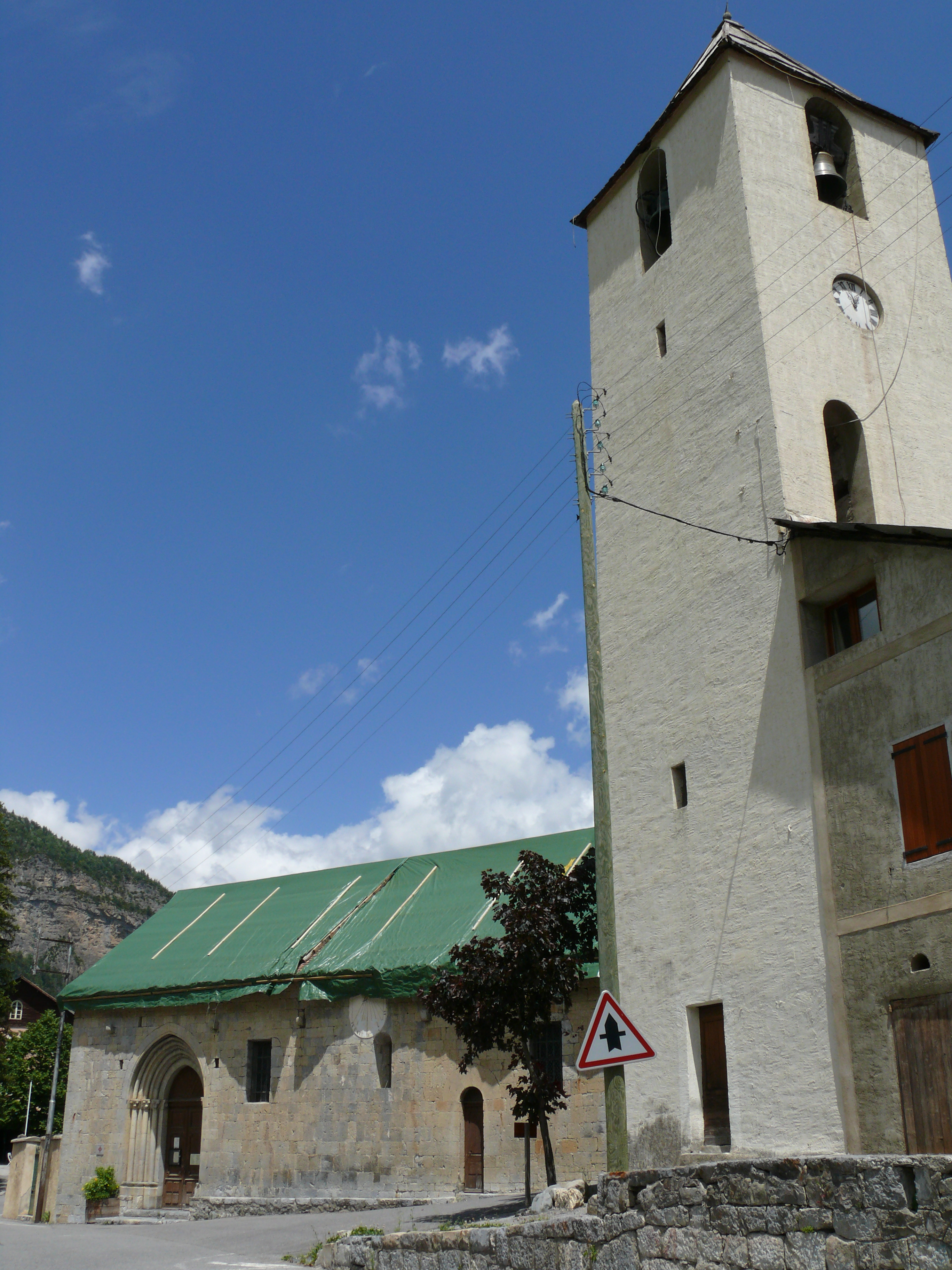
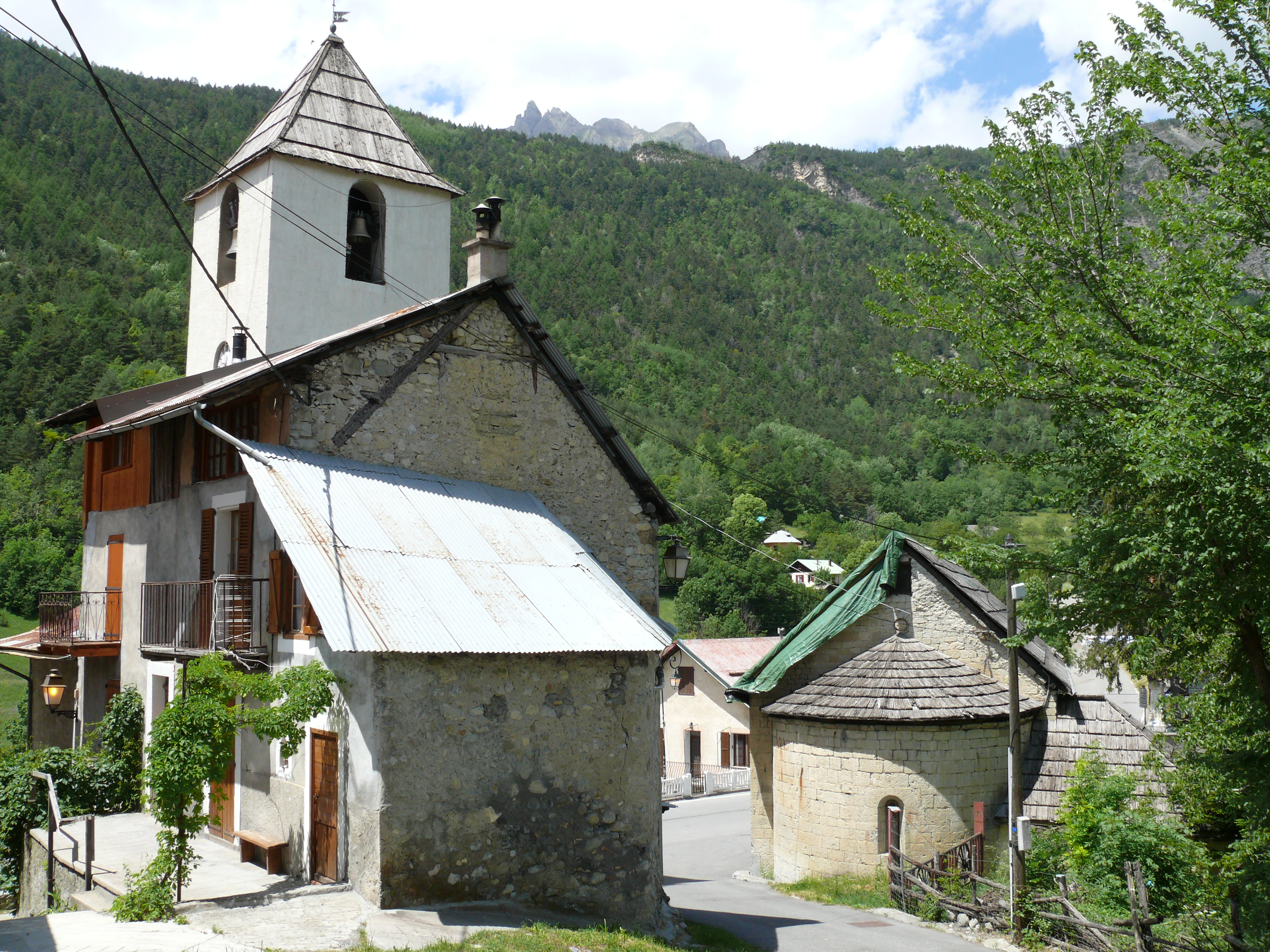
Kyrkan Saint-Martin
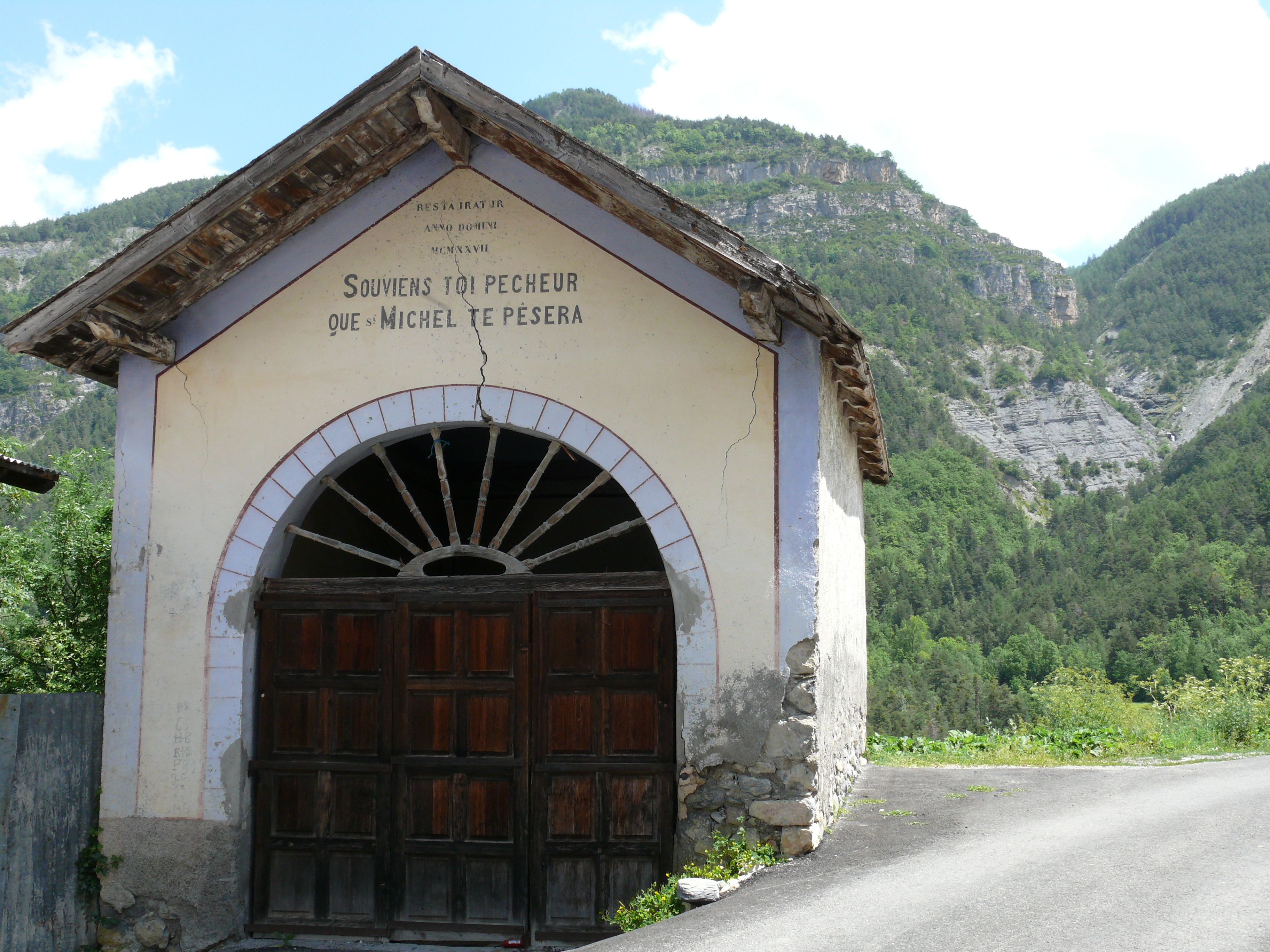
Kapellet Saint-Guilhen
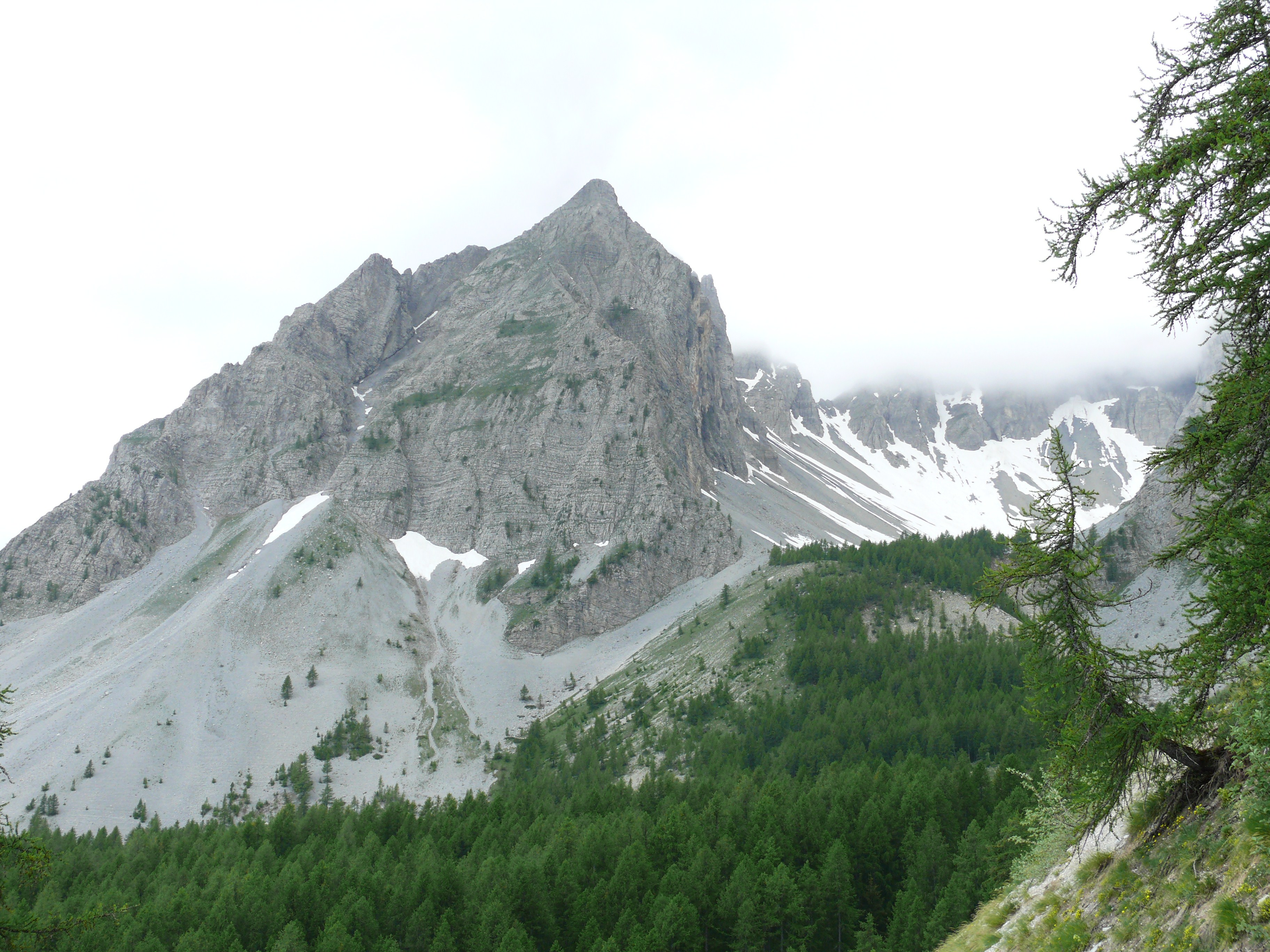